# Rubén Cedeño
Rubén Cedeño (Caracas, 21 de Maio de 1952) é um músico, compositor, pintor, escritor, cantor lírico, conferencista e metafísico venezuelano, fundador e inspirador de centenas de grupos de metafísica no mundo. Descendente de uma nobre estirpe cultural de cantores de ópera, artistas plásticos e diretores de orquestra sinfônica, é neto de Leoncio Cedeño, famoso pintor e barítono venezuelano, que em 1912 participou da fundação do "Círculo de Belas Artes", no começo do século XX na Venezuela.

## Música
Rubén Cedeño formou-se na Escola de Música Juan Manuel Olivares com o título de Professor Executante de Canto do Ministério de Educação da Venezuela. Realizou especializações no Curso Universitário de Música Espanhola em Santiago de Compostela, Espanha, com a soprano María Oran e foi acompanhado ao piano pelo compositor catalão Federico Mompou, e especializou-se em pedagogua no conservatório de música Zóltan Kodály na Hungria.
Em 1972, ingressa como professor de educação musical ao Instituto Nacional do Menor da Venezuela e progressivamente vai ascendendo em cargos até chegar a Diretor dos programas de Música onde funda coros por toda Venezuela e para quem escreveu obras de grandes dimensões para ser executadas por massivos coros de crianças em idade pré-escolar únicos em seu gênero. Em 1978 foi nomeado diretor da cátedra de Teoria e Solfeo na Escola de Música Juan Manuel Olivares e posteriormente exerceu como Professor de na Escola de História da Música e Subdiretor. É conhecido por suas obras acadêmicas dentro da literatura musical para a primeira e segunda infância, compostas para o organismo protetor das crianças na Venezuela nos programas preventivos da delinqüência, entre as que se encontram: a "Missa de minha Terra" estreou em Caracas no Ano Internacional da Criança em 1979 oficiada pelo Cardial José Ali Lebrun, com assistência do Presidente da República Luis Herrera Campins, que conta com uma versão gravada em CD. Também é autor do "Oratório Infantil do Natal" narrando o Nascimento de Jesus, "A Suíte Abiliana". "Sete Canções japonesas" e da "Cantata Infantil Simón Bolívar" obra comemorativa dos 200 anos do Natalício do Libertador Simón Bolívar.

## Metafísica
Rubén Cedeño se encontra entre os fundadores da Metafísica em Caracas, Venezuela, como discípulo de Conny Méndez desde 1969. É quem lhe há dado continuação à Metafísica com suas publicaçõnes e conferências que realiza desde 1970. Além de ser treinado por Conny Méndez, formou-se na Fraternidade Rosacruz de Max Heindel em Oceanside, Califórnia, EUA; na Sociedade Teosófica em Caracas e Adyar, Índia, onde teve a oportunidade de conhecer a Jiddu Krishnamurti em 1980 (portada do livro "One Thousand Moons" de Juddi Krishnamurti); na "Sociedade Hermética para o Serviço Mundial", em Nova York e República Dominicana. em 1970 conhece ao lama Verweis, da linhda Kargyutpa, que o inicia no Budismo Tibetano, estudos que há ampliado em suas reiteradas viagens à Índia, onde nasceu viveu Gautama Bddha, como Lumbini e Kapilavastú no Nepal, respectivamente, a Boddhgaya, Sarnath e Vaisali, onde o Buddha se iluminou, e deu seu primeiro e último sermão respectivamente, o que há facilitado a difusão na América, através de suas obras, das culturas do Oriente. Nunca se há considerado mestre, gurú, guia espiritual, iniciado, nem com uma missão, em nenhum Sendero místico, tampouco continuador da obra de pessoa alguma, ñao tem seguidores nem dirige nenhuma seita nem organização, nem cobra por suas conferêrencias. Em suas falas expõe junto à metafísica um altíssimo nível de informação cultural, com rigor histórico e um induvidável domínio da história da filosofia. Todas suas atividades são de entrada livre e se realizam em universidades, ateneu, institutos culturais, bibliotecas e hotéis de prestígio. Ha formado gerações de mestres de Metafísica, fruto de seu extenso e ininterrupto trahalho, hoje este Ensino, conta com 297 grupos de estudo em todos os países da América. regiões da Espanha, Itália, Suíça, França, Bélgica e Suécia. E o criador do Hino da Metafísica "Eu Sou Perfeito" e o escudo da metafísica, a "Cruz de Malta" com o coração e a Chama Tripla, além de sua primeira Guia Didática, todos aprovados por Conny Méndez. Foi o primeiro em compilar e dirigir a tradução ao castelhano das "Obras Completas do Mestre Saint Germain e Emmet Fox". É assessor de 19 editoriais de metafísica da America e Europa entre as que se destacam:Señora Plateada, Señora Porteña; Señora Guaraní, Señora Itálica, Madre Tonantzin, Giluz, Rowena Victory e Manifestación. Além de coordenar várias associações sem fins de lucro em diversos países, dirige 32 Páginas Web de conteúdo metafísico. Há gravado 100 vídeos documentais em zonas arqueológicas de Terra Santa, Índia, Nepal, Tibet, Roma, China, Grécia, Egito, Israel, Europa e América sobre a vida de Jesus, vários santos, o Buddha, história e cultura da humanidade relacionada com a metafísica.

## Autor
Prolífico escritor, membro da SACVEM "Sociedade de Autores e Compositores da Venezuela". Conta com mais de 437 obras classificadas entre partituras, narração de suas viagens, história da música, obras autobiográficas, biografias de personagens ilustres dentro do campo espiritual, comentários e compilações de livros místicos, textos de filosofia; auto-ajuda, ética e metafísica; livros de carácter religioso e contos para crianças. São parte do catálogo de importantes Bibliotecas do mundo entre as que destacam Biblioteca Nacional da Venezuela conta com 470 títulos, Biblioteca Luis Ángel Arango, Bogotá, Colômbia, Biblioteca Pública de Nova Iorque, EUA, Library of Congress de Washington, Biblioteca de Alexandria no Egito, de Monte Sinai, Atenas, Pequim, China, Milão, Roma, Copenhague, Chile, México e Benares na Índia, entre outras. Sua obra igual que suas conferências são produtos da aprendizagem que há adquirido em seus estudos e em investigações realizadas em suas viagens. O que instrui é totalmente edificante e em investigações realizadas em suas viagens. O que instruí é totalmente edificante e construtivo, trata sobre o pensamento positivo, o encontro com o Ser Interior, os aspectos de Deus e a prática do perdão, o Amor Compassivo, dar a conhecer os santos e mestres de todas as maiores religiões. Nunca fala mal, nem condena nenhuma pessoa nem movimento espiritual e jamais nomeia nenhum personagem nefasto da historia. Favorece a união e compreensão entre as pessoas de diversas tendências, raças, nacionalidades e grupos espirituais. Entre algumas de suas obras explica a tetralogia de Richard Wagner "O anel do Nibelungo", "A Doutrina Secreta" de Helena Petrovna Blavatky, e as Obras Completas do Mestre Saint Germain. É de sua autoria o livro "Evangelho Crístico" dedicado à explicação metafísica dos ensinos do mestre Jesus, a Bíblia e os Santos da Cristandade e "D.K. Simple" que é revelação do livro "Tratado sobre o Fogo Cósmico" do Mestre Djwal Kool. Interpreta o Bhagavad Gîtâ num livro chamado "O Guíta Simplezinho" e as escritas do Senhor Gautama como o "Sutra do Coração e Sutra do Diamante".
Grande parte de seus livros estão traduzidos e editados em italiano, inglês, alemão, português e francês como alguns dos exemplos detalhados na continuação: 
- Alemão
  - DER DIENST DER STRAHLEN -(Servicios) ISBN - 980-6444-09-4 -200 exemplares. 2001. Ediciones Rowena Victory.
  - Wirken aus dem 'Ich Bin' (Deixa atuar tu eu sou) ISBN -980-6363-85-X- 1999 -Editorial Grupo Saint Gemain
- Francês
  - LES PILIERS DE LA METAPHYSIQUE - ISBN 987-97294-2-0 - 1000 exemplares - - Editorial Cristo de Los Andes - 1999
- Português
  - OS PILARES DA METAFISICA - ISBN 987-9458-54-0 - 2005 - 1000 Exemplares - Editorial Señora Porteña - Argentina.
- Inglês
  - PILLARS O F METAPHYSICS - ISBN 9962-801-19-2 - 1998 - Serapis bey Editores - Edição Bilíngüe - Inglês-Castelhano
  - MASTER SAINT GERMAIN -ISBN -980-07-5631-0- 1998- 300 Exemplares- Edição Bilíngüe – Inglês-Castelhano - Ediciones Rowena Victory.

## Prêmios e reconhecimentos destacados
- Medalha de Ouro no Salão de Pintura Fernando Valero com a obra "Mulher". 1967
- Prêmio Nacional de Música Popular do INAVI. Valsa "Nora" 1978
- Prêmio Melhor Repórter Revista Cavala. Venezuela
- Distinção da Casa da Cultura. Archena, Espanha. Trabalho Pedagógico
- Carta de Felicitação do Presidente dos Estados Unidos, Ronald Reagan por compor-lhe o Hino à Estátua da Liberdade.
- Distinção das Forças Armadas do México.
- Distinção por sua contribuição à Cultura do Uruguai. HADEC (Filhos e Amigos de Castilha) e "Junta Protocolar do Palácio Legislativo da República Oriental do Uruguai". Uruguai
- Recorde de vendas no México em 2007 pelo livro "Metafísica Atualizada do Terceiro Milênio".